# Saint-Sulpice-les-Champs
Pour les articles homonymes, voir Saint-Sulpice.
Saint-Sulpice-les-Champs  est une commune française située dans le département de la Creuse en région Nouvelle-Aquitaine.

## Géographie

### Localisation
Saint-Sulpice-les-Champs est un village de la Creuse situé à 12 km au nord-ouest à vol d'oiseau d'Aubusson, 22 km au nord-est de Bourganeuf et à 22 km au sud-est de Guéret.
La commune se trouve dans l'aire d'attraction d'Aubusson, ainsi que dans le bassin de vie de cette ville, et dans la zone d'emploi de Guéret.
L'intersection du 46e parallèle nord et du 2e méridien à l'est de Greenwich se trouve sur le territoire de la commune.

### Communes limitrophes
Les communes limitrophes sont  Ars, Banize, Blessac, Chavanat, Fransèches, Le Donzeil, Saint-Avit-le-Pauvre, Saint-Georges-la-Pouge et Saint-Michel-de-Veisse.

### Géologie et relief
La superficie de la commune est de 21,70 km2 ; son altitude varie de 515  à   651 mètres.

### Hydrographie

Carte hydrographique de la commune.

La commune est traversée par la Gosne, un affluent du Taurion et donc un sous-affluent de la Loire par la Vienne.

### Climat
Pour des articles plus généraux, voir Climat de la Nouvelle-Aquitaine et Climat de la Creuse.
Historiquement, la commune est exposée à un climat montagnard.
En 2020, Météo-France publie une typologie des climats de la France métropolitaine dans laquelle la commune est exposée à un climat de montagne et est dans la région climatique Ouest et nord-ouest du Massif Central, caractérisée par une pluviométrie annuelle de 900 à 1 500 mm, maximale en automne et en hiver.
Pour la période 1971-2000, la température annuelle moyenne est de 9,8 °C, avec une amplitude thermique annuelle de 14,8 °C. Le cumul annuel moyen de précipitations est de 1 164 mm, avec 13,3 jours de précipitations en janvier et 8,4 jours en juillet. Pour la période 1991-2020, la température moyenne annuelle observée sur la station météorologique la plus proche, située sur la commune d'Aubusson à 12 km à vol d'oiseau, est de 10,1 °C et le cumul annuel moyen de précipitations est de 939,1 mm,. Pour l'avenir, les paramètres climatiques de la commune estimés pour 2050 selon différents scénarios d'émission de gaz à effet de serre sont consultables sur un site dédié publié par Météo-France en novembre 2022.

## Urbanisme

### Typologie
Au 1er janvier 2024, Saint-Sulpice-les-Champs est catégorisée commune rurale à habitat très dispersé, selon la nouvelle grille communale de densité à 7 niveaux définie par l'Insee en 2022.
Elle est située hors unité urbaine. Par ailleurs la commune fait partie de l'aire d'attraction d'Aubusson, dont elle est une commune de la couronne,. Cette aire, qui regroupe 34 communes, est catégorisée dans les aires de moins de 50 000 habitants,.

### Occupation des sols

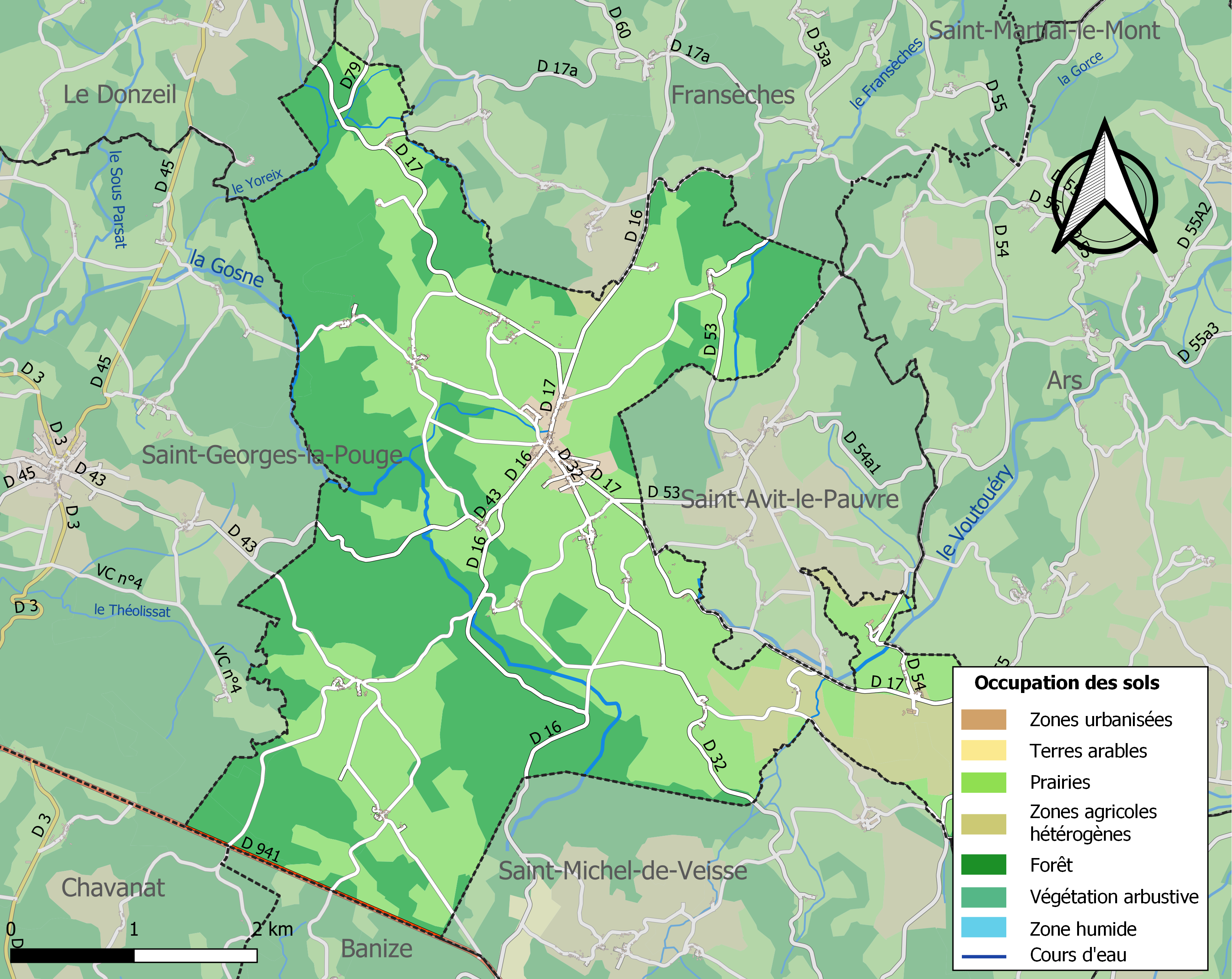
Carte des infrastructures et de l'occupation des sols de la commune en 2018 (CLC).

L'occupation des sols de la commune, telle qu'elle ressort de la base de données européenne d’occupation biophysique des sols Corine Land Cover (CLC), est marquée par l'importance des territoires agricoles (56,4 % en 2018), en augmentation par rapport à 1990 (55,3 %). La répartition détaillée en 2018 est la suivante : 
prairies (50,6 %), forêts (42,3 %), zones agricoles hétérogènes (5,8 %), zones urbanisées (1,3 %). L'évolution de l’occupation des sols de la commune et de ses infrastructures peut être observée sur les différentes représentations cartographiques du territoire : la carte de Cassini (XVIIIe siècle), la carte d'état-major (1820-1866) et les cartes ou photos aériennes de l'IGN pour la période actuelle (1950 à aujourd'hui).

### Habitat et logement
En 2021, le nombre total de logements dans la commune était de 284, alors qu'il était de 280 en 2016 et de 272 en 2011.
Parmi ces logements, 63,3 % étaient des résidences principales, 18,7 % des résidences secondaires et 18 % des logements vacants. Ces logements étaient pour 94,4 % d'entre eux des maisons individuelles et pour 5 % des appartements.
Le tableau ci-dessous présente la typologie des logements à Saint-Sulpice-les-Champs en 2021 en comparaison avec celle de la Creuse et de la France entière. Une caractéristique marquante du parc de logements est ainsi une proportion de résidences secondaires et logements occasionnels (18,7 %) inférieure à celle du département (19,8 %) mais supérieure à celle de la France entière (9,7 %).
| Typologie                                               | Saint-Sulpice-les-Champs | Creuse | France entière |
| ------------------------------------------------------- | ------------------------ | ------ | -------------- |
| Résidences principales (en %)                           | 63,3                     | 64,4   | 82,2           |
| Résidences secondaires et logements occasionnels (en %) | 18,7                     | 19,8   | 9,7            |
| Logements vacants (en %)                                | 18                       | 15,8   | 8,1            |

#### Transport routier
- Réseau TransCreuse

### Risques majeurs
Le territoire de la commune de Saint-Sulpice-les-Champs est vulnérable à différents aléas naturels : météorologiques (tempête, orage, neige, grand froid, canicule ou sécheresse) et séisme (sismicité faible). Il est également exposé à un risque particulier : le risque de radon. Un site publié par le BRGM permet d'évaluer simplement et rapidement les risques d'un bien localisé soit par son adresse soit par le numéro de sa parcelle.

### Risques naturels et technologiques

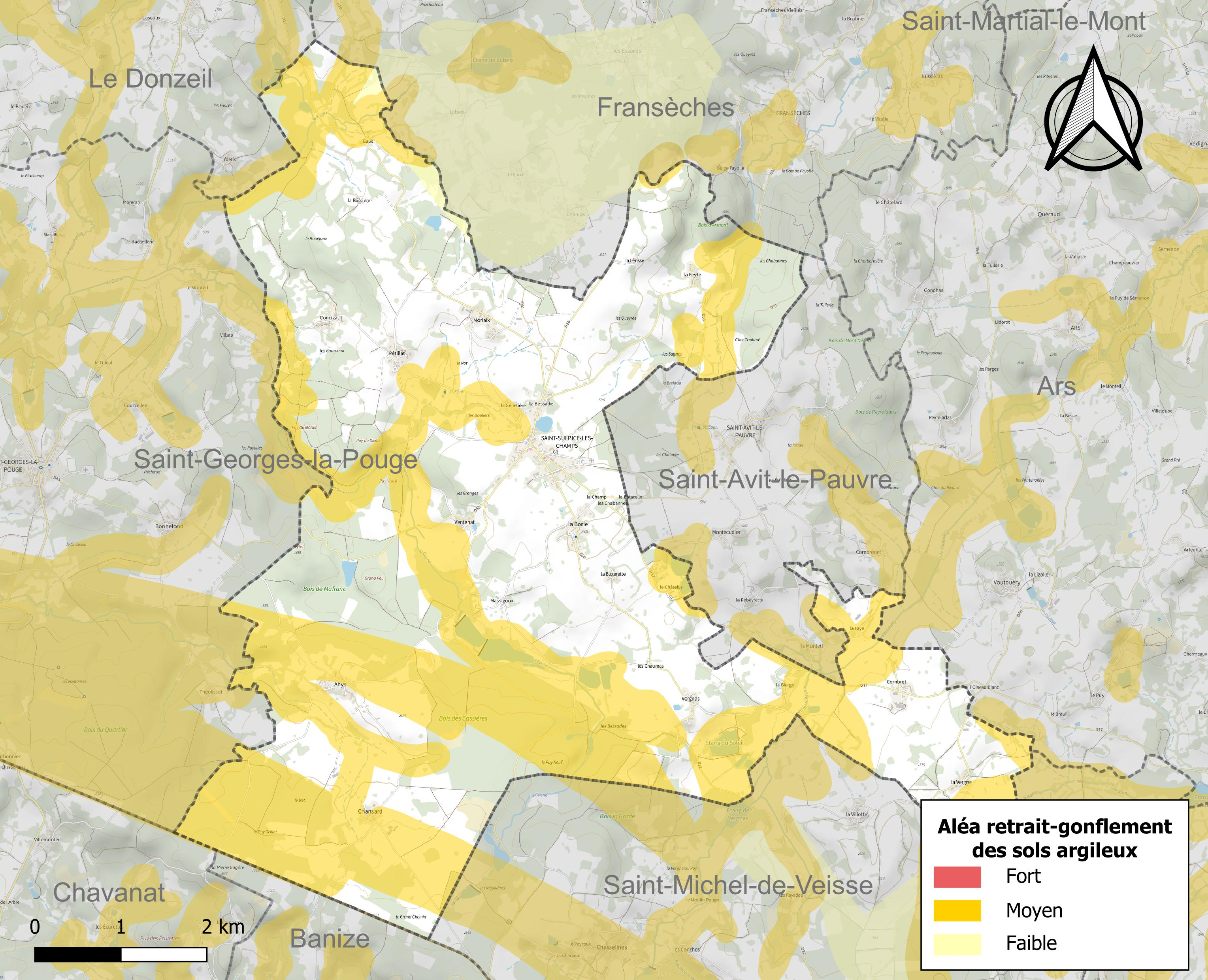
Carte des zones d'aléa retrait-gonflement des sols argileux de Saint-Sulpice-les-Champs.

Le retrait-gonflement des sols argileux est susceptible d'engendrer des dommages importants aux bâtiments en cas d’alternance de périodes de sécheresse et de pluie. 41,6 % de la superficie communale est en aléa moyen ou fort (33,6 % au niveau départemental et 48,5 % au niveau national). Sur les 277 bâtiments dénombrés sur la commune en 2019, 50 sont en aléa moyen ou fort, soit 18 %, à comparer aux 25 % au niveau départemental et 54 % au niveau national. Une cartographie de l'exposition du territoire national au retrait gonflement des sols argileux est disponible sur le site du BRGM,.
Par ailleurs, afin de mieux appréhender le risque d’affaissement de terrain, l'inventaire national des cavités souterraines permet de localiser celles situées sur la commune.
La commune a été reconnue en état de catastrophe naturelle au titre des dommages causés par les inondations et coulées de boue survenues en 1982 et 1999. Concernant les mouvements de terrains, la commune a été reconnue en état de catastrophe naturelle au titre des dommages causés par des mouvements de terrain en 1999.

#### Risque particulier
Dans plusieurs parties du territoire national, le radon, accumulé dans certains logements ou autres locaux, peut constituer une source significative d’exposition de la population aux rayonnements ionisants. Certaines communes du département sont concernées par le risque radon à un niveau plus ou moins élevé. Selon la classification de 2018, la commune de Saint-Sulpice-les-Champs est classée en zone 3, à savoir zone à potentiel radon significatif.

## Toponymie
Les Champs est une francisation pour las Chalms (en occitan, « plateau rocheux qui domine une montagne »).
La localité est dénommée Sent Soupise las Chams en occitan.

## Histoire
Fin mars 1944, Charles Rechenmann rencontre Allyre Sirois, son opérateur radio arrivé début mars et qui attend ses instructions. Celui-ci établit sa première liaison radio avec Londres, début avril depuis Saint-Sulpice-les-Champs.

## Politique et administration

### Rattachements administratifs et électoraux

#### Rattachements administratifs
La commune se trouve dans l'arrondissement d'Aubusson du département de la Creuse.
Elle était depuis 1801 le chef-lieu du canton de Saint-Sulpice-les-Champs. Dans le cadre du redécoupage cantonal de 2014 en France, cette circonscription administrative territoriale a disparu, et le canton n'est plus qu'une circonscription électorale.

#### Rattachements électoraux
Pour les élections départementales, la commune fait partie depuis 2014 du canton d'Aubusson.
Pour l'élection des députés, elle fait partie de la circonscription de la Creuse.

### Intercommunalité
Saint-Sulpice-les-Champs était membre de la communauté de communes Aubusson-Felletin, un établissement public de coopération intercommunale (EPCI) à fiscalité propre créé en 2001 et auquel la commune avait transféré un certain nombre de ses compétences, dans les conditions déterminées par le code général des collectivités territoriales.
Conformément aux prescriptions de la loi de réforme des collectivités territoriales du 16 décembre 2010, qui a prévu le renforcement et la simplification des intercommunalités et la constitution de structures intercommunales de grande taille, celle-ci a fusionné avec sa voisine pour former, le 1er janvier 2014, la communauté de communes Creuse Grand Sud, dont est désormais membre la commune.

### Liste des maires
| Période                                  | Période                        | Identité                                    | Étiquette   | Qualité                                                                                               |
| ---------------------------------------- | ------------------------------ | ------------------------------------------- | ----------- | --- |
| Les données manquantes sont à compléter. |                                |                                             |             | |
| 1793                                     | 1799                           | Jean Léonard Lesouple                       |             | Notaire, Agent municipal                                                                              |
| 1799                                     | 1816                           | René André Martinaud                        |             | Notaire impérial                                                                                      |
| 1816                                     | 1821                           | François Batherosse                         |             | |
| 1822                                     | 1840                           | André Martinaud                             | Républicain | Conseiller général de Saint-Sulpice-les-Champs (1864 → 1867 et 1871 → 1898)                           |
| 1841                                     | 1868                           | André Eugène Martinaud                      |             | Notaire, fils d'André Martinaud Conseiller d'arrondissement de Saint-Sulpice-les-Champs (1845 → 1848) |
| 1868                                     | 1871                           | Augustin Jacques Tixier                     |             | Cultivateur                                                                                           |
| 1871                                     | 1881                           | André Frédéric François Martinaud           |             | Notaire                                                                                               |
| 1881                                     | 1882                           | Jean Pierre Michaud                         |             | Maçon                                                                                                 |
| 1882                                     | 1883                           | Eugène Aumétayer                            |             | Marchand de bestiaux                                                                                  |
| 1883                                     | 1892                           | Léonard Alexis Decombredet-Desplats         |             | Propriétaire                                                                                          |
| 1892                                     | 1908?                          | François Xavier Alexis Decombredet-Desplats |             | Greffier                                                                                              |
|                                          |                                | Emile Peyrot                                |             | |
|                                          |                                |                                             |             | |
| 1919                                     | 1935                           | Frédéric Chanard                            |             | |
|                                          |                                | Frédéric Decombredet                        |             | |
| 1953                                     | mars 1983                      | Alphonse Nuellas                            |             | |
| mars 1983                                | mars 2008                      | Monique Depeige                             | UMP         | Vice-présidente du Syndicats d'eau de Saint-Sulpice-les-Champs (1986 → 2006)                          |
| mars 2008                                | avril 2014                     | Jacqueline Larpin                           |             | |
| avril 2014                               | janvier 2023                   | Alex Saintrapt                              | SE          | Directeur du centre hospitalier d'Aubusson Démissionnaire                                             |
| mars 2023                                | En cours (au 30 novembre 2023) | Monique Depeige                             |             | Retraitée                                                                                             |

## Équipements et services publics

### Enseignement
En 2019, l'école communale compte trois classes.

### Santé
La commune s'est dotée d'une maison médicale. Par ailleurs, une maison d'assistantes maternelles a été créée en 2020.

### Postes et télécommunications
Saint-Sulpice-les-Champs dispose d'une agence postale communale

## Population et société

### Démographie
L'évolution du nombre d'habitants est connue à travers les recensements de la population effectués dans la commune depuis 1793. Pour les communes de moins de 10 000 habitants, une enquête de recensement portant sur toute la population est réalisée tous les cinq ans, les populations de référence des années intermédiaires étant quant à elles estimées par interpolation ou extrapolation. Pour la commune, le premier recensement exhaustif entrant dans le cadre du nouveau dispositif a été réalisé en 2005.

En 2022, la commune comptait 343 habitants, en évolution de −3,92 % par rapport à 2016 (Creuse : −3,32 %, France hors Mayotte : +2,11 %).
| 1793  | 1800  | 1806  | 1821  | 1831  | 1836  | 1841  | 1846  | 1851  |
| ----- | ----- | ----- | ----- | ----- | ----- | ----- | ----- | ----- |
| 1 149 | 1 057 | 1 083 | 1 123 | 1 145 | 1 172 | 1 146 | 1 140 | 1 127 |

| 1856  | 1861  | 1866  | 1872  | 1876  | 1881  | 1886  | 1891  | 1896  |
| ----- | ----- | ----- | ----- | ----- | ----- | ----- | ----- | ----- |
| 1 150 | 1 158 | 1 154 | 1 107 | 1 050 | 1 021 | 1 144 | 1 145 | 1 150 |

| 1901  | 1906  | 1911  | 1921 | 1926 | 1931 | 1936 | 1946 | 1954 |
| ----- | ----- | ----- | ---- | ---- | ---- | ---- | ---- | ---- |
| 1 165 | 1 167 | 1 123 | 830  | 811  | 639  | 592  | 592  | 534  |

| 1962 | 1968 | 1975 | 1982 | 1990 | 1999 | 2005 | 2006 | 2010 |
| ---- | ---- | ---- | ---- | ---- | ---- | ---- | ---- | ---- |
| 477  | 469  | 446  | 406  | 395  | 366  | 376  | 376  | 386  |

| 2015 | 2020 | 2022 | - | - | - | - | - | - |
| ---- | ---- | ---- | - | - | - | - | - | - |
| 358  | 348  | 343  | - | - | - | - | - | - |

## Culture locale et patrimoine

### Lieux et monuments
- Église Saint-Sulpice, refaite au XIXe siècle[34].

- Dans le bourg, une fontaine surmontée d’une statue représentant Hippomène. Cette fontaine n’est plus en eau.
L’original est l’œuvre de Guillaume Coustou père (1677-1746) datant de 1705 et exposé au musée du Louvre pour faire pendant à Atalante.
Cette héroïne de la mythologie grecque défiait ses prétendants et promettait d’épouser celui qui parviendrait à la battre à la course. Hippomène défia à la course Atalante. Il pourra l’épouser s’il remporte l’épreuve mais il devra mourir s’il perd. Hippomène disposait de pommes d’or que lui avait données Aphrodite. Il réussit à retarder la course en lançant les pommes derrière lui. Atalante s’arrêta pour les ramasser ce qui permit à Hippomène de gagner la course.
Cette statue (en bronze ?) de Saint Sulpice-les-Champs est l’œuvre de Jean-Jacques Ducel maître de forges à Paris, créateur de la fonderie Ducel.
- Une seconde fontaine près de l’église avec les mêmes caractéristiques que la précédente (fût parallélépipédique), édifiée en 1860, est surmontée d’une statue d'un enfant portant une corne d'abondance qui pourrait être Saint Jean Baptiste enfant. La corne d’abondance est un objet mythologique synonyme de source inépuisable de bienfaits.
La statue a  été volée en octobre 2023[35]

- Au village du Châtelus, une villa de style normand a été construite de 1918 à 1920 par François Dutour pour rendre hommage à son épouse. Située dans un parc de 4 hectares, elle est entourée d'un mur érigé en 1930. Au cours de l'année 2012, elle fut l'objet d'une restauration d'un montant de 71.000 Euros financée par la Fondation du patrimoine[36].
- Monument aux morts, « espace du souvenir » et stèle du « 19 mars 1962 cessez-le-feu en Algérie »[37].

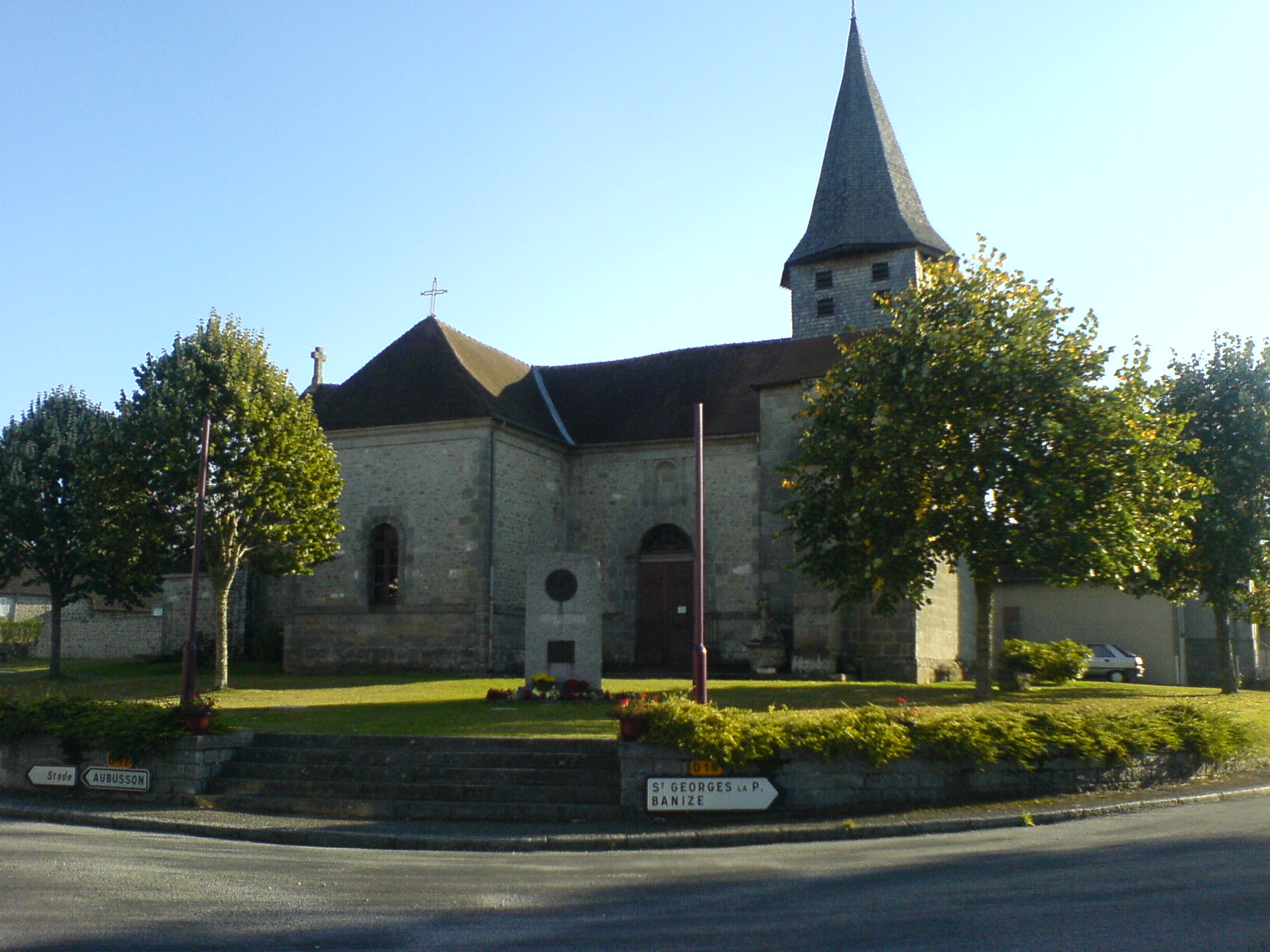
L'église.
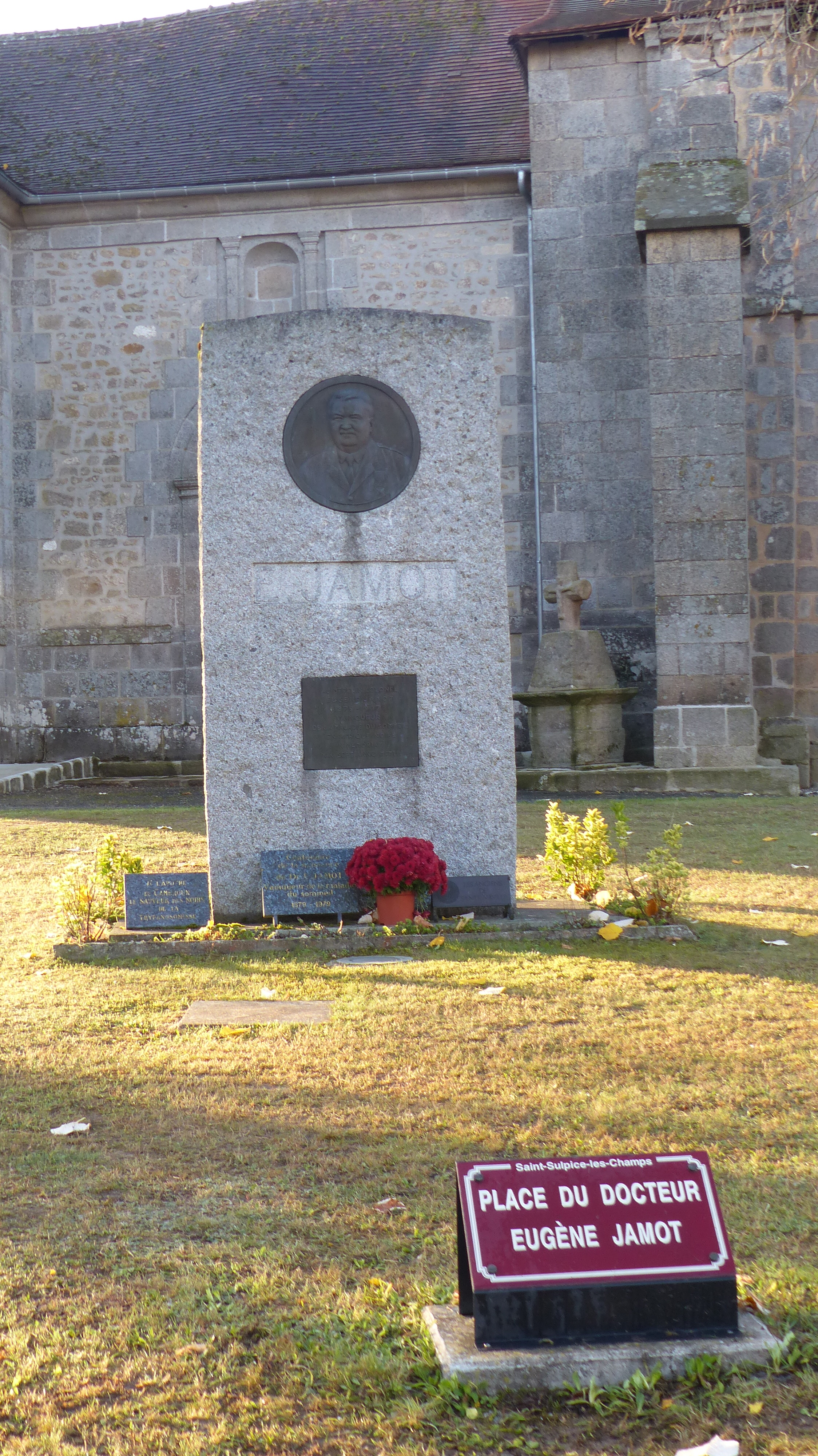
Le monument à Eugène Jamot
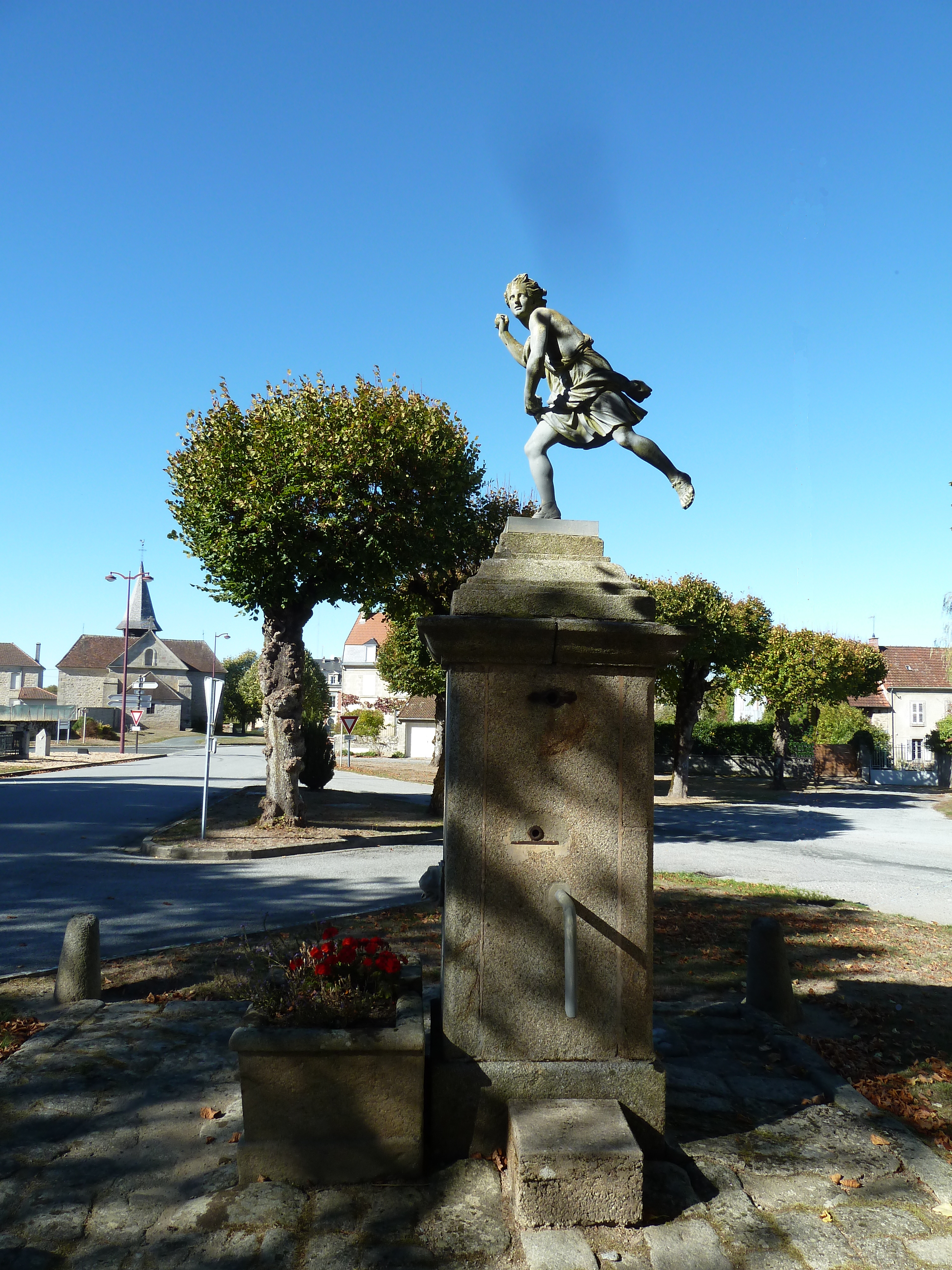
Fontaine Hippomène
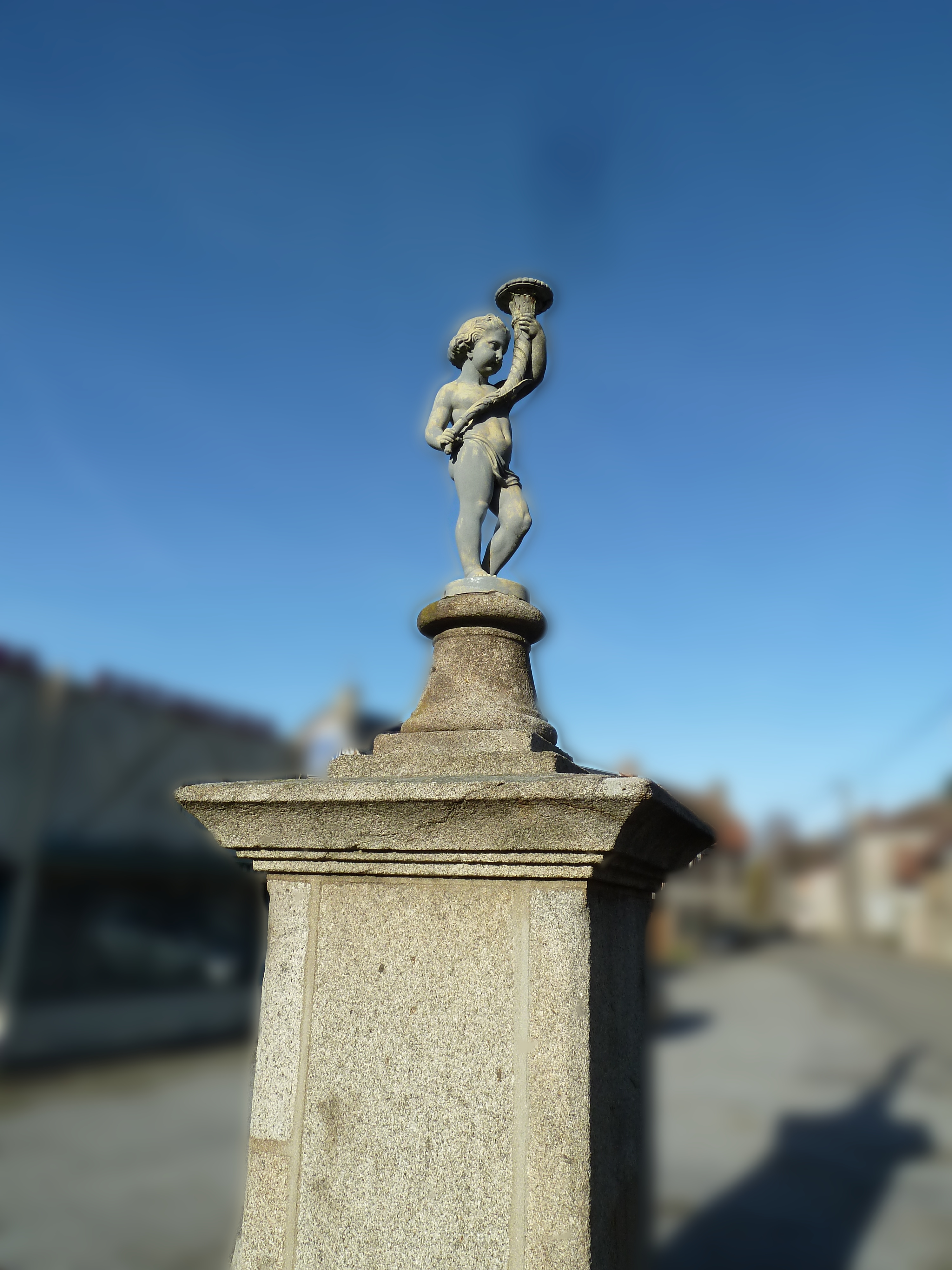
Fontaine du Bourg
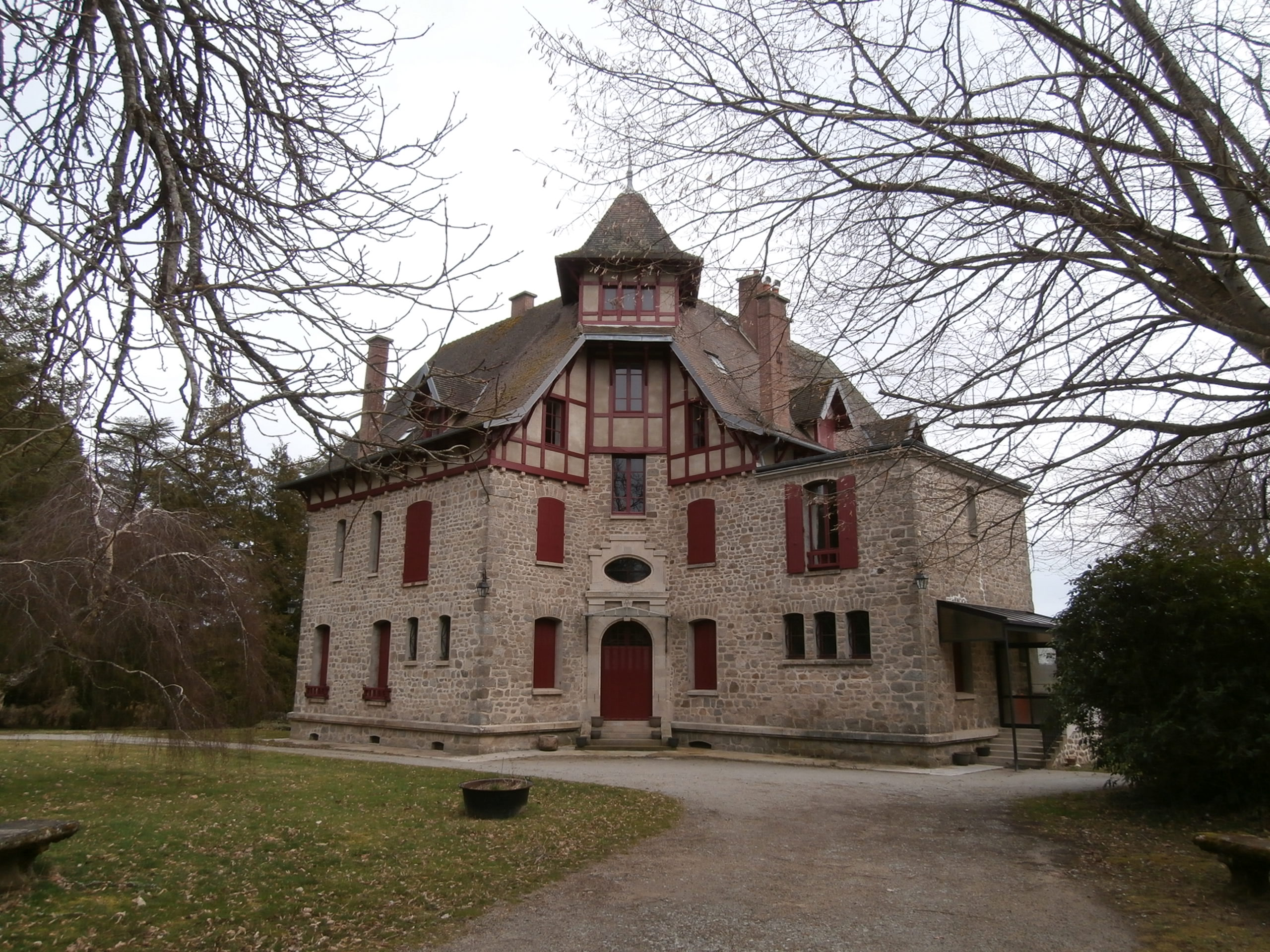
La villa normande

### Personnalités liées à la commune
- Le docteur Eugène Jamot (1879-1937), médecin, célèbre pour ses travaux sur la maladie du sommeil ou trypanosomiase africaine. 
Dans le bourg, route de Banize, un espace muséographique retrace la vie d'un ancien natif de Saint Sulpice les Champs, Eugène Jamot. Ce médecin a lutté contre la maladie du sommeil. Un monument lui est aussi dédié et se trouve sur la place du village[38],[39].

### Héraldique
| Blason de Saint-Sulpice-les-Champs | Blason  | Écartelé : aux 1er et 4e de sable à une crosse contournée d'or, aux 2e et 3e de vair plain. |
| Blason de Saint-Sulpice-les-Champs | Détails | Création Auguste Bosvieux en 1860. Utilisée par la commune. |
| Blason de Saint-Sulpice-les-Champs | Alias   | Coupé : au 1er de sable à une crosse d'or posée en pal et accostée des 2 lettres gothiques S du même, au 2d d'azur à une gerbe de blé d'or liée de gueules posée en bande. Création Henri Hugon, proposée en 1933. |

## Pour approfondir